# Alwin Walther
Alwin Oswald Walther (Dresden, 6 de maio de 1898 — Darmstadt, 4 de janeiro de 1967) foi um matemático e engenheiro alemão
Foi um dos pioneiros no uso de computadores em cálculos matemáticos na Alemanha.